# アケビ
アケビ（木通・通草・山姫・山女）は、アケビ科の蔓性落葉低木の一種（学名: Akebia quinata）であるが、アケビ属（学名: Akebia）に属する植物の総称でもある。山野に生え、茎は蔓になって、他の樹木などに絡みついて生長する。果実は熟すと裂開し、中の果肉は甘く、秋の味覚を代表する。アケビの仲間にはアケビとミツバアケビの2種と、それらの雑種のゴヨウアケビがあるが、本記事では植物種としてのアケビを扱う。

## 名称
アケビの名の由来は、秋に楕円形の果実がつき、熟すと縦に割れて白くて甘い果肉と黒い種子を覗かせる様子から、「開け実」の意味で名付けられたものである。アケビは、地方によりアケビカズラ、アケビヅル、アクビ、アクミ、アケツビ、イシアケビ、キノメなどの方言名でもよばれている。ツビは女性の外性器のことである。別名のヤマヒメ（山姫）やサンジョ（山女）は、いずれも「開け実」の形容を表したものだろうといわれている。中国植物名（漢名）は、木通（もくつう）と称される。
アケビの新芽は山菜として利用されており、山菜名としては、新潟県ではキノメ、コノメ、山形県ではモエ、モイ、ヤマヒメなどとよばれている。

## 分布・生育地
日本の北海道を除く、本州（青森県三戸町以南）・四国・九州に分布し、日本以外では朝鮮半島、中国に分布する。平地から山地まで、日当たりのよい山野に自生する。河畔、道端、やぶ地、雑木林など、やや日陰がちな場所に樹木に巻き付いて生育する。

## 形態・生態
つる性の落葉の本木（低木）。茎は蔓となって、上から見て左巻き（Z巻き）に他の樹木などに巻き付いて長く伸び、古くなると木質化する。樹皮は暗灰褐色で細かくひび割れる。枝は短枝が出やすく、短枝は葉痕が重なるようにつく。
葉は、短い柄を持つ楕円形の小葉が5枚集まってつく掌状複葉で、長い葉柄をつけて蔓（茎）に互生するか、2年目以降の枝から出た短枝の先に束生する。小葉は長さ3 - 6センチメートル (cm) の狭長楕円形をしており、先端が少しへこむ。葉縁には鋸歯がなく全縁である。葉は冬でも残ることが多い。
花期は春（4 - 5月）。雌雄同株、雌雄異花の植物で、葉の展開後、短枝の基部から総状花序を下垂させ、淡紫色の花を咲かせる。花序の基部に淡紫色でやや大きな雌花を数個、その先に淡紫色で雌花より小さな雄花を多数付ける。株が小さい間は花序に雌花を付けず雄花のみの花序となることも多い。雄花雌花ともに花弁に見える部分は3枚の萼片（花被）であり、花弁はない。雄花の中央部には6本の雄しべがミカンの房状に、雌花の中央部にはバナナの果実のような3 - 9本の雌しべが放射状につく。雌花の柱頭（先端部）には、甘みを持った粘着性の液体が付いており、花粉がここに付着することで受粉が成立する。雌雄異花で蜜も出さないので、受粉生態にはよくわかっていない点が多いが、雌花が雄花に擬態して、雄花の花粉を目当てに飛来する小型のハナバチ類を騙して受粉を成功させているのではないか、とする仮説がある。ハエ類が甘みを持った粘着質を舐めに来る際に受粉していると考えられる。
果期は9 - 10月。受粉に成功した個々の雌しべは、成長して果実（液果）となり、1果柄に2 - 3個集まってつき、長楕円形で6 cmほどまで成長して、熟すと淡灰紫色や黄褐色に色づく。「バナナアケビ」は果皮が淡い黄色になる。成熟した果実の果皮は心皮の合着線で縦に裂開し、内部に乳白色半透明で柔らかい果肉（胎座）と、そこに埋もれた多数の黒い粒状の種子を裸出する。種子は黒色の径5 - 6ミリメートル (mm) の偏楕円形で、エライオソームがつく。この胎座の部分は甘くて可食でき、様々な鳥類や哺乳類に食べられて、種子散布に寄与する。
冬芽は側芽が互生し、卵形で長さ3 - 4 mmほどで、茶褐色の芽鱗12 - 16枚に包まれている。葉痕は楕円形から腎形で突き出し、維管束痕が6 - 8個つく。

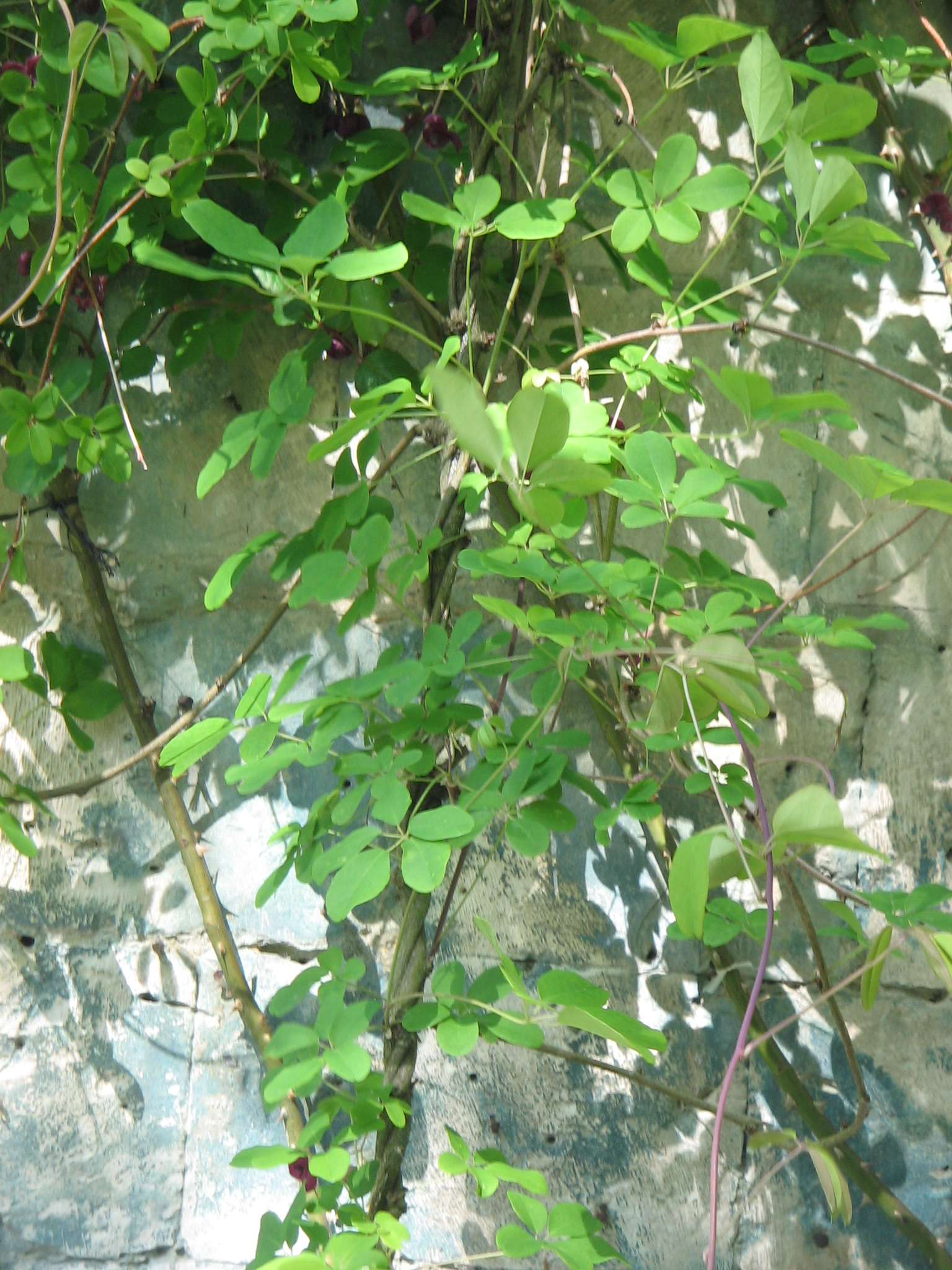
茎はつるになって、他物に巻き付く。
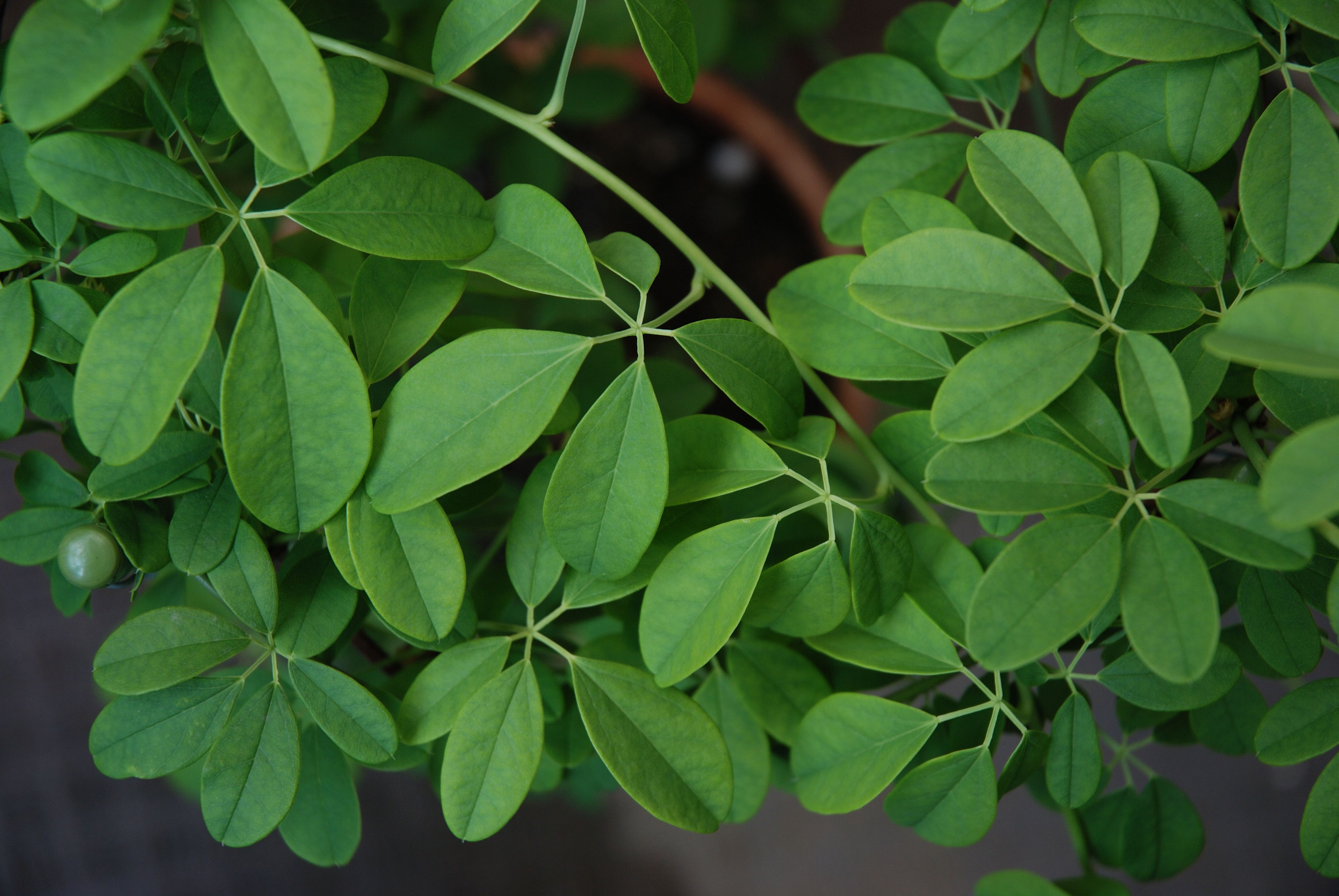
葉。小葉が5枚集まってつく。
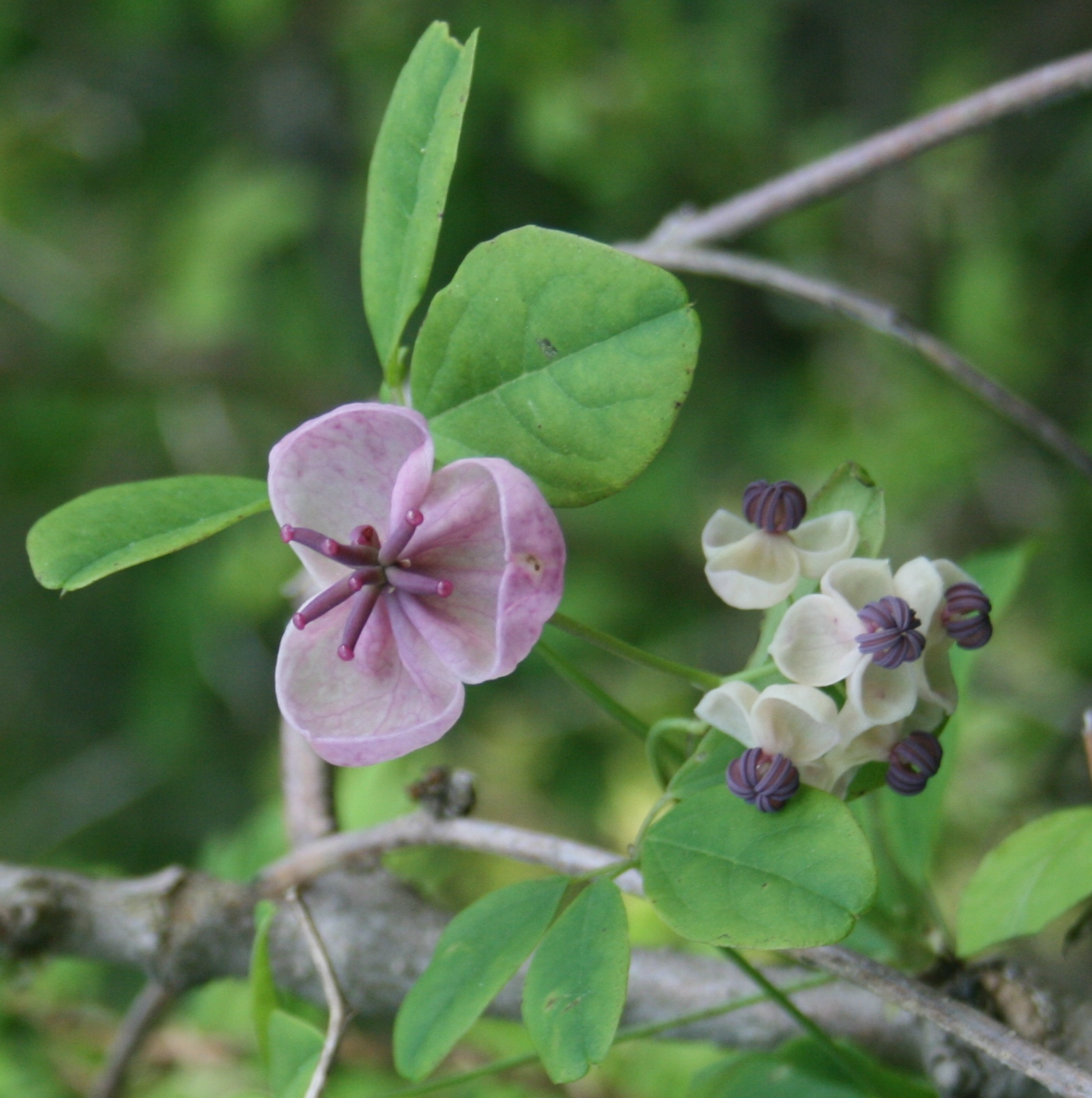
花。左の大きな淡紫色の花が雌花、右の小さな白花が雄花。
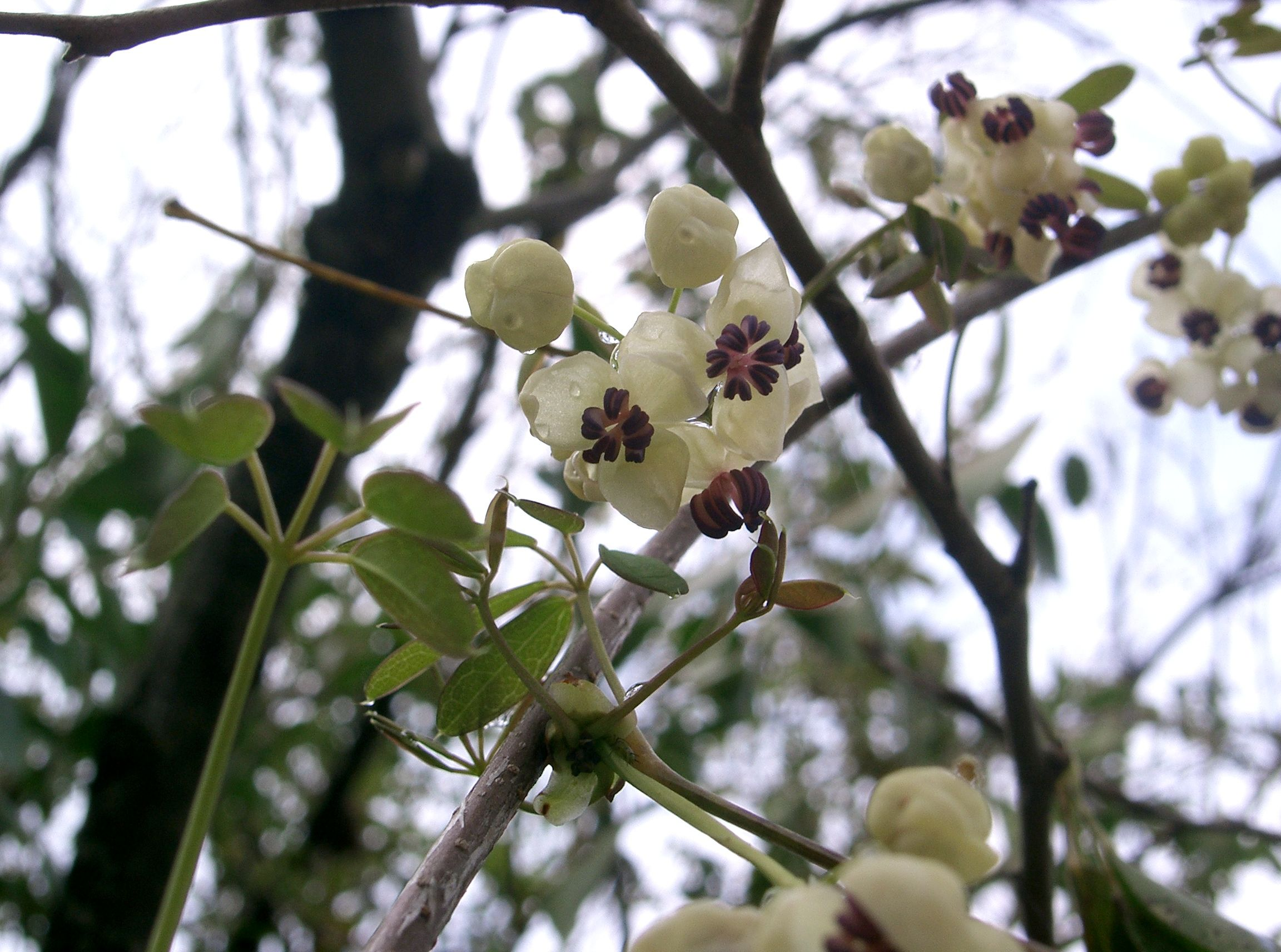
白花（雄花）
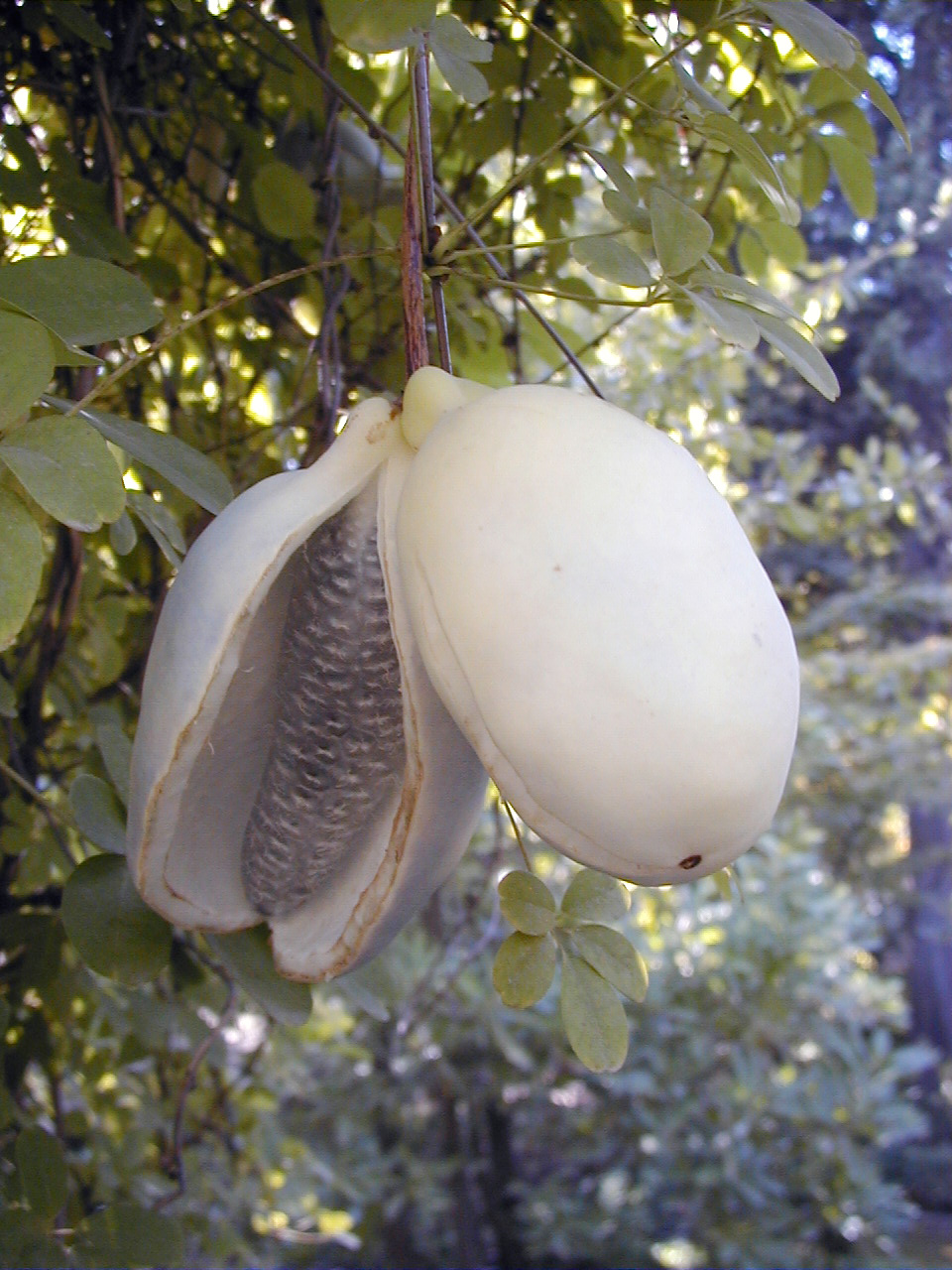
果実。熟すと縦に割れて甘い果肉が裸出する。
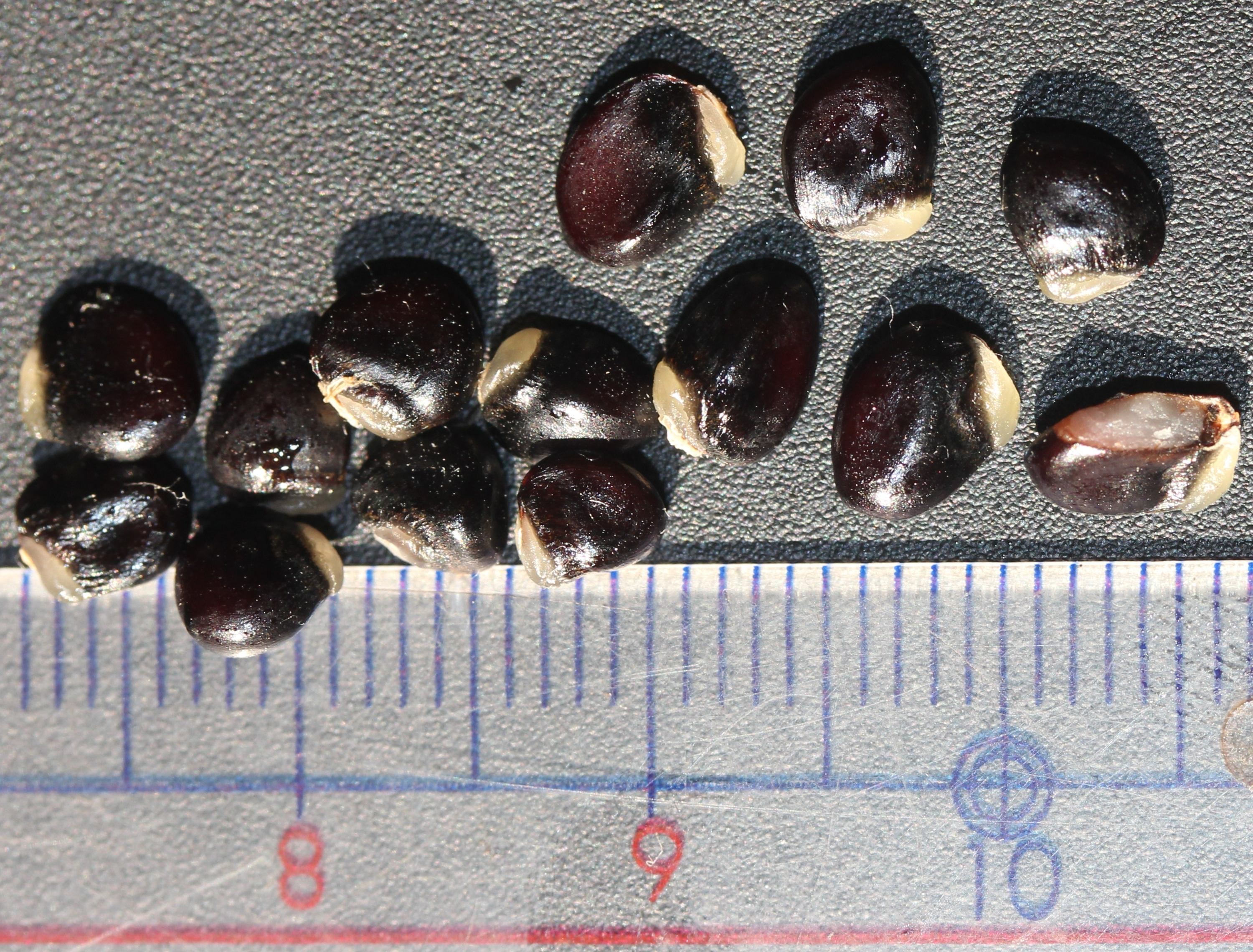
種子

### アケビにつく昆虫
アケビを食樹として利用する昆虫として、ヤガ科の大型のガであるアケビコノハが知られる。幼虫がアケビ類の葉を食べて育つが、静止時や外敵の刺激を受けたときに、背を丸めて胸部の眼状紋を誇示する独特の防御姿勢をとることが知られている。成虫は口吻が硬化しており、ブドウやナシなどの果実にこれを突き刺して果汁を吸う、重大な果樹園害虫とされる。
他にアケビにつく昆虫で目立つのは、カメムシ目ヨコバイ亜目キジラミ科の小型昆虫であるベニキジラミである。幼虫がアケビの展開前の若い葉に寄生すると、小葉が二つ折りのまま展開できずに肥厚して虫癭となる。幼虫はこの中で吸汁して育ち、羽化して成虫になると外に出て自由生活を送る。成虫は体長2ミリメートルほどで、セミを小さくしたような姿。非常に鮮やかな紅色で、アケビの植物体上にいるとよく目立つ。

## 栽培
挿し木で繁殖することができ、鉢植えや、棚を作りアーチ状に仕立てて庭にも植えられる。
商業栽培では、品質に優れたミツバアケビ由来の品種が多く用いられる。安定した結実のため、人工授粉を行うことがある。自家不和合性があり、他品種との混植などが必要である。アケビとミツバアケビは交雑しやすいため、ミツバアケビ由来の品種に対し、アケビを授粉樹として用いることもある。3葉種と5葉種では熟期が2 - 4週間程度異なる。

## 人間との関わり
アケビは、ミツバアケビ同様に蔓、葉、根、果実には薬草としての効能があると言われている。葉や果実、若芽は食用にする。観賞用に、庭木や盆栽に仕立てられる。成熟した蔓は、籠を編むなどして工芸品の素材として利用される。

### 食用
秋（9 - 10月ごろ）に熟した果実の果皮と、黒い種子を包む白い果肉（胎座）は食べられる。秋に開裂した果実を採って、昔から山遊びする子供の絶好のおやつとして親しまれてきた。食べるときは、白い寒天質（胎座）をそのままほおばり、果肉を味わったあと、中の種子を吐き出す。食味は、半透明の白い果肉はとろりとした爽やかな甘みがあり、黒い種子は苦味があるので除かれる。種子を含む果肉をそのままホワイトリカーに漬けて、果実酒（健康種）にもできる。
厚い肉質の果皮（果壁）はほろ苦く、内部にひき肉や味噌、マイタケなどのキノコ、ナスを刻んで詰めたものを蒸し焼きや油で揚げたり、挽肉の味噌炒めを詰めて焼いたり、刻んで味噌炒めにするなど、こちらは山菜料理として親しまれている。アケビの皮の詰め物は、はじめにいったん茹でこぼしてアクを抜いておかないと苦みが強い。強いアクを抜くため、保存食として一晩酢に漬けて梅酢漬けにしたり、いったん塩漬けにして、塩抜きして利用する方法もある。詰め物のほか、果皮を短冊に切って天ぷらや唐揚げにも利用できる。
春の若芽も食用になる。採取時期は暖地が3 - 4月ごろ、寒冷地では4 - 5月ごろが適期とされる。東北地方などでは、春に20 - 30 cmほどに伸び始めたつるや、4月ころの若い葉を摘んで山菜として利用し、塩ひとつまみ入れた湯で軽く茹でて水にさらし、おひたしや和え物、汁の実、バター炒め、混ぜご飯などにする。若芽も果皮もアクが強いため、茹でて冷水にさらすが、ほろ苦さと歯ごたえがアケビのおいしさの身上であるので、さらしすぎないように調理する。その他、民間では葉を乾燥させてアケビ茶にする。栄養的には、果肉にはビタミンC、果皮にはカリウムが含まれている。
秋田県ではアケビの種子を搾油し、食用油としていた地域がある。アケビは油分が豊富で、種子20リットルから油3リットルが採れていた。かつては「食用油の王様」と呼ばれる高級品であったが、昭和初期には安価な食用油が広まり衰退した。2017年からは旧西木村（現仙北市）が中心となり復活が試みられ、2017年にふたたび商品化されるに至った。

### 生薬
茎（蔓）、果実ともに内臓の熱を取って尿を出す薬草である。ただし、妊婦や胃腸が冷えやすい人への使用は禁忌とされる。木質化した蔓には、配糖体のアケビンやカリウムイオンなどを含んでおり、カリウムイオンが人間の体内に残ったナトリウムイオン（塩分）を排除するとともに、尿の出をよくする利尿作用があることが知られており、利尿薬として用いる。
つる性の茎を輪切りにして乾燥させたものは、漢方で木通（もくつう）という生薬である（日本薬局方に記載の定義による）。葉が落ちる11月頃に、直径1 - 2 cmの太さに木質化した蔓を採集して、厚さ2 - 3ミリメートル (mm) ほどに輪切りにして天日で乾燥させて調製される。木通は、利尿作用、抗炎症作用、通乳作用などがあり、竜胆瀉肝湯（りゅうたんしゃかんとう）、当帰四逆加呉茱萸生姜湯（とうきしぎゃくかごしゅゆしょうきょうとう）などの漢方方剤に使われる。民間療法では、熱感があるときの急性腎炎、妊娠腎、脚気、膀胱炎など、身体にむくみがあるようなときに、木通1日量5 - 20グラムを水500 - 600 ccで半量になるまで煎じて、食間3回に分けて服用する用法が知られている。
果実は8 - 9月に成熟したものを採って天日乾燥したものが、八月札（はちがつさつ）と称される生薬になる。民間療法では、熱感がある尿管結石、睾丸腫瘍に対する薬効が期待されて、乾燥果実1日量10グラムを水600 ccに入れて煎じ、3回に分けて服用する用法が知られる。また果実は、果実酒にもなる。熟した果実から果肉だけを取り出して、35度の焼酎720ミリリットルに対して果実300グラム分の果肉と、1個分の果皮を漬け込んで3か月密封保存して果実酒をつくり、1日盃1杯ずつ飲むと、肝臓炎、利尿、むくみ、頭痛によいといわれている。
アケビが、漢方薬として使う中国の「木通」と同じものであるかについては疑問とする意見もある。まぎらわしいものに関木通（かんもくつう）というものがある。これはアケビ類とは別の植物（ウマノスズクサ属）であり、腎臓障害を起こすおそれのある成分アリストロキア酸が含まれている。名前が似ている上、中国などでは関木通を「木通」としていることもあるので十分な注意が必要である。「木通」を利用する場合は日本薬局方のものが無難である。

## 近縁種など
同属のものとしては日本には以下のものがある。いずれも新芽や果実が食用になる。
ミツバアケビ Akebia trifoliata
小葉が3枚（3出複葉）でアケビより幅が広く、縁には大きな波状の鋸歯があり、雄花雌花ともに濃紫色であることで見分けられる。往々にしてアケビと混じって生育しており、区別せずに果実や新芽が食用として利用されることが多い。北海道・東北の地域にはアケビよりもミツバアケビが多く、つるも太い。新芽は、特に山菜名で「木の芽」とよぶ。アケビ同様に利用できる。つるはアケビ細工にも使われる。
ゴヨウアケビ Akebia × pentaphylla
アケビとミツバアケビの雑種（自然交配種）。小葉は5枚だがミツバアケビのように幅が広く、縁に大きな波状の鋸歯を持つなど、両種の特徴を受け継いでいる。また、雑種のため果実はできない。ただし、アケビを別名で「ゴヨウアケビ」と呼んでいる場合もある。

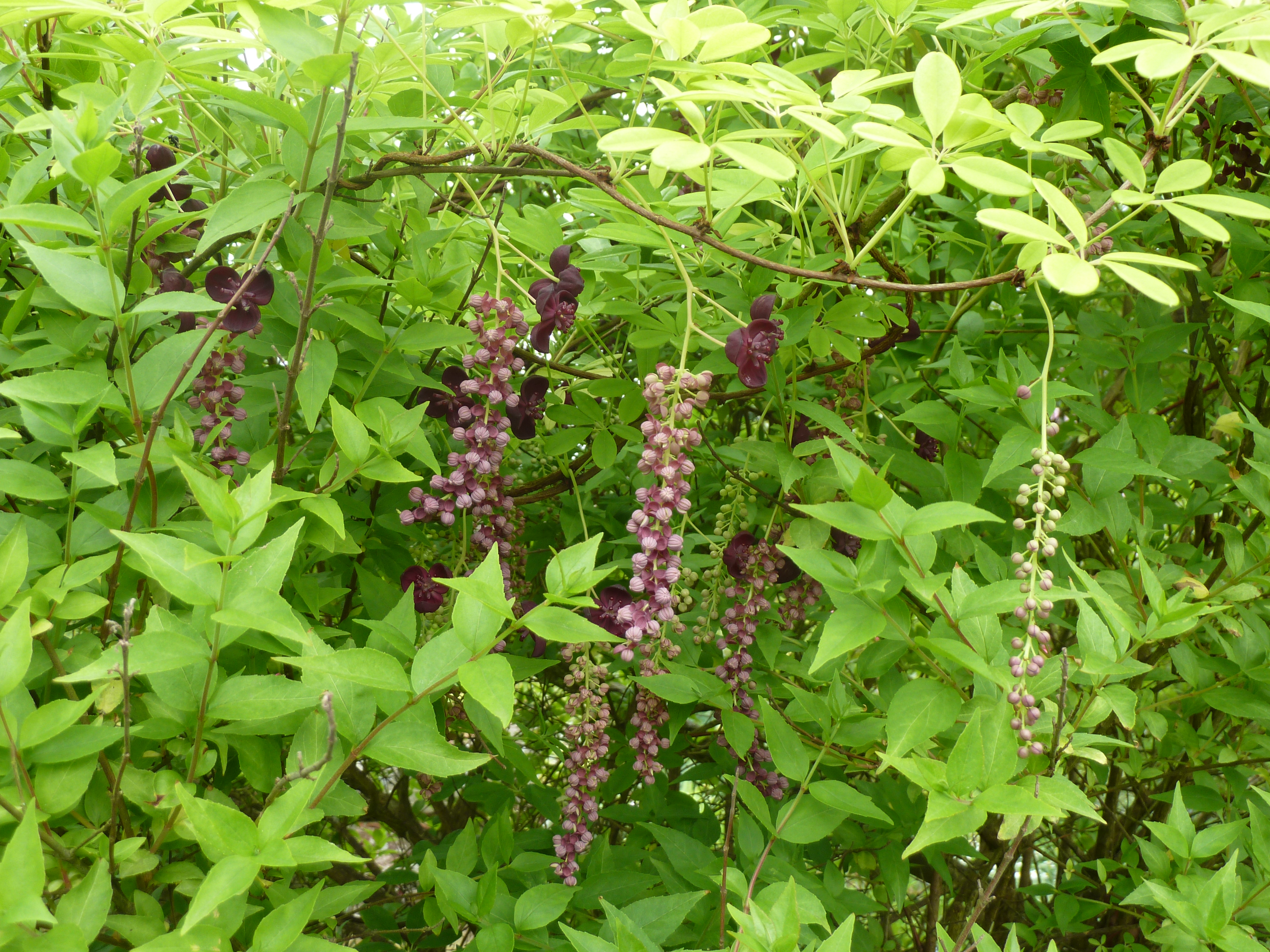
ホザキアケビ
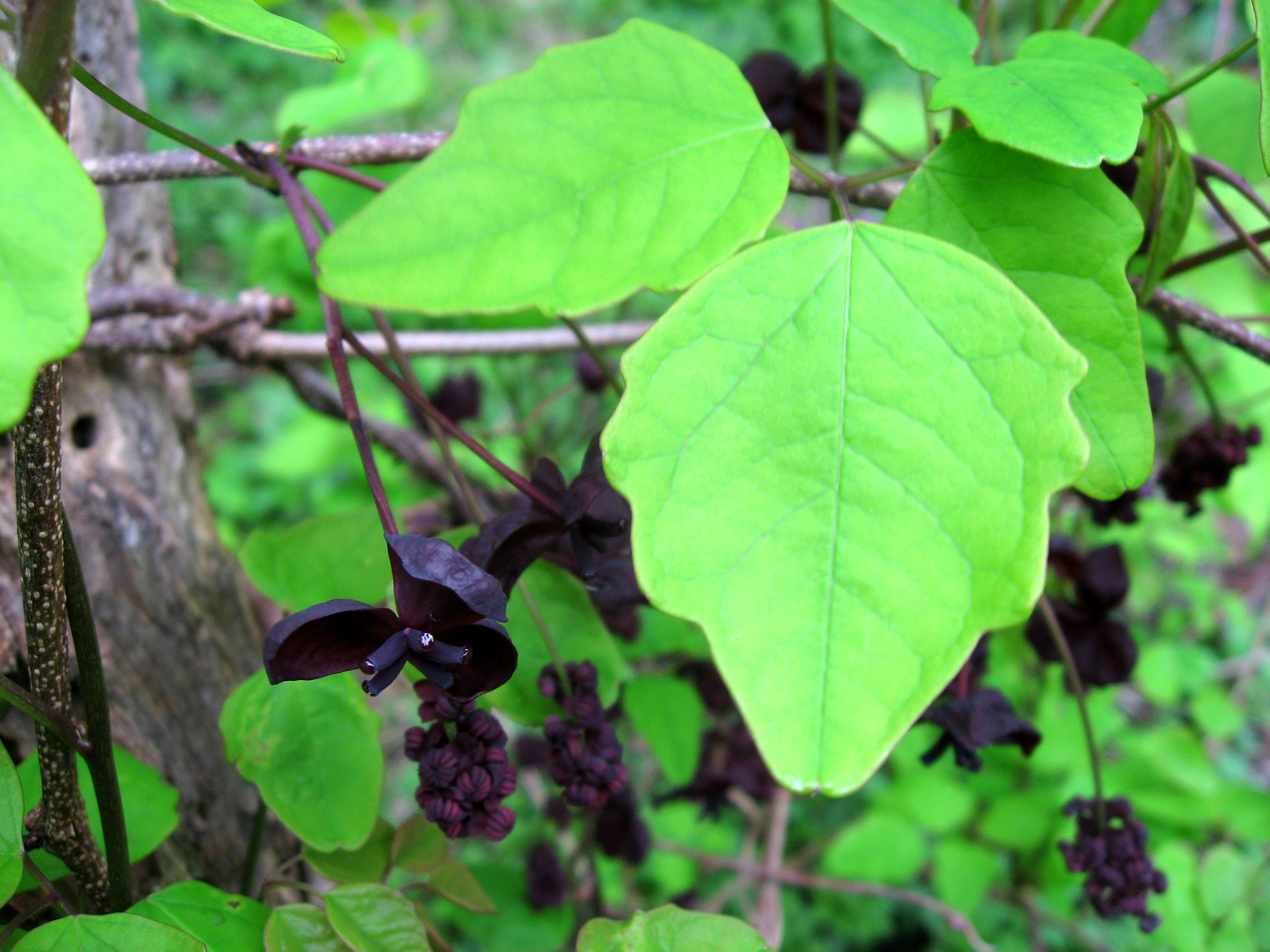
ミツバアケビ
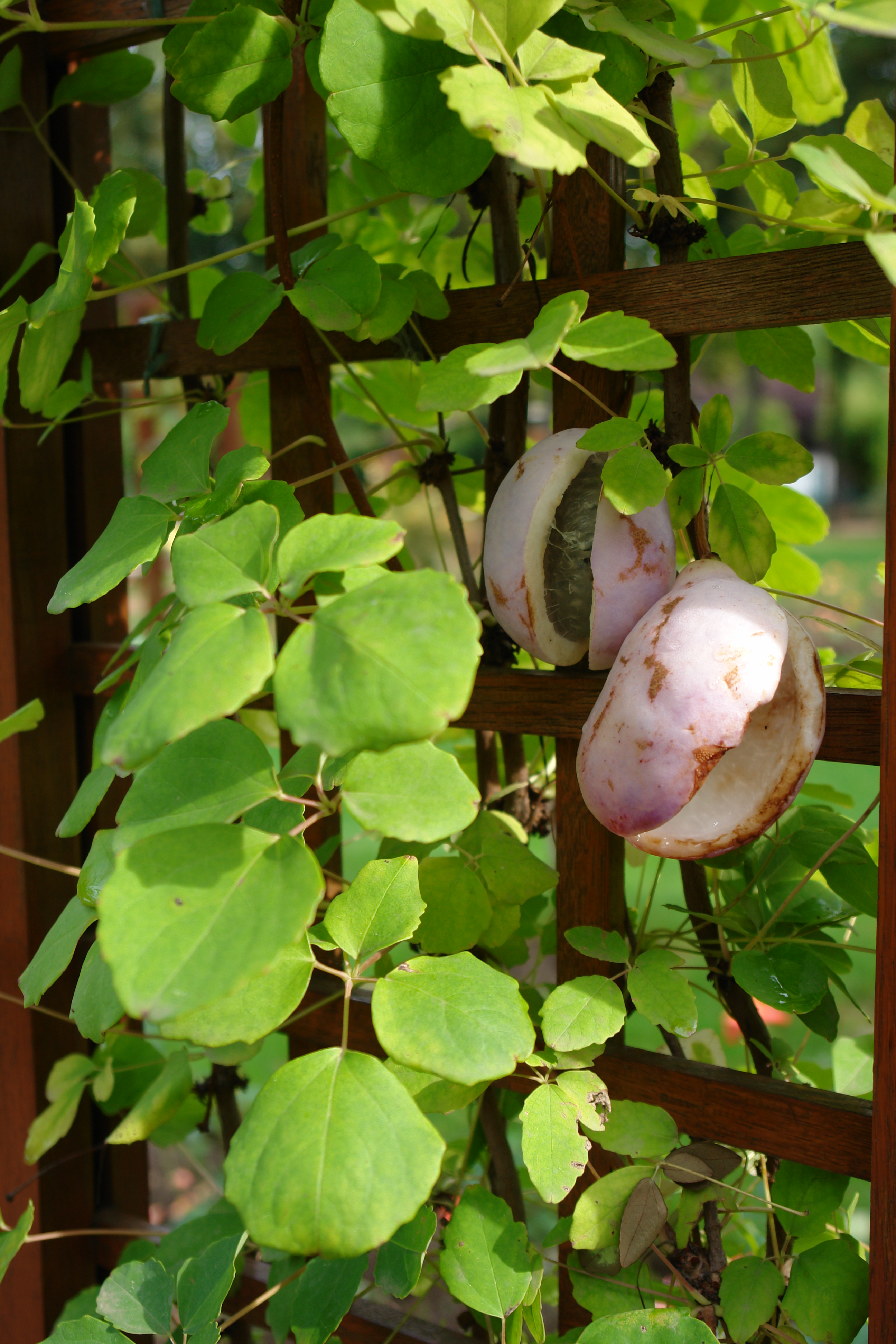
ゴヨウアケビ

また日本には、アケビ属以外のアケビ科植物として常緑のムベ（ムベ属）が分布し、トキワアケビの別名をもつ。ムベは小葉が5～7枚と多く、葉が常緑で厚みがあること、雄花と雌花はほぼ同形で淡黄白色で半開し、内側に淡紅紫色の筋があり、果実は熟しても裂開しないことなどでアケビと簡単に見分けることができる。

## 文化
アケビの花言葉は、「才能」「唯一の恋」とされる。
富山県魚津市山女の地名は、渓流に棲む魚である「ヤマメ」とは読まず「アケビ」と読む。昔からこの土地ではアケビが多く、つるで篭や魚籠などが多くつくられたので、それが地名の元になったという説がある。なお、隣の黒部市にも宇奈月町明日と書いて「アケビ」と読ませる地名がある。